# Elizabeth Christ Trump
Pour les articles homonymes, voir Trump et Famille Trump.
 (novembre 2016).
Si vous disposez d'ouvrages ou d'articles de référence ou si vous connaissez des sites web de qualité traitant du thème abordé ici, merci de compléter l'article en donnant les références utiles à sa vérifiabilité et en les liant à la section « Notes et références ».
Elizabeth Christ Trump, née Elisabeth Christ le 10 octobre 1880 à Kallstadt (Empire allemand) et morte le 6 juin 1966 à Manhasset (États-Unis), est la matriarche de la famille Trump, fondatrice de la société Elizabeth Trump & Fils, la première des sociétés de The Trump Organization. Son petit-fils est le milliardaire Donald Trump, 45e et 47e président des États-Unis.

## Biographie
Elisabeth Christ est la fille de Philipp Christ et de Anna Marie Christ (née Anthon). La famille possède un petit vignoble dont le revenu est insuffisant pour subvenir à leurs besoins. Son père est ferblantier, il répare et polit les outils et ustensiles en fer-blanc, fer recouvert d'une fine couche d'étain. La famille est domiciliée Freinsheimer Straße à Kallstadt, juste en face de la maison de la famille Trump où Katharina Trump, une veuve très âgée, réside avec sa famille.

## Mariage avec Frederick Trump

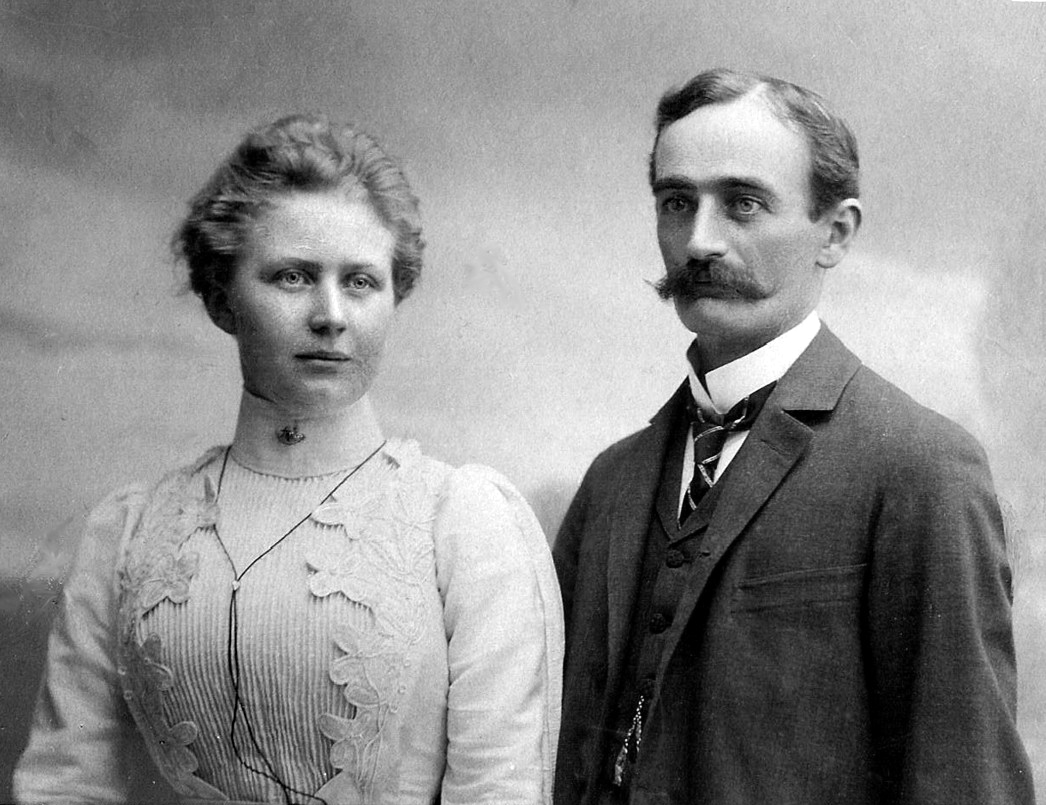
Elizabeth Christ Trump et Frederick Trump, vers 1918.

Frederick Trump, cinquième fils de Katharina, émigre en 1885 aux États-Unis à l'âge de 16 ans et fait fortune dans des restaurants lors de la ruée vers l'or du Klondike (dans le territoire canadien du Yukon). Il rentre en Bavière en 1901 pour y courtiser Elisabeth, malgré les objections de sa mère, qui estime que son fils autodidacte, qui a réalisé son rêve américain, pourrait maintenant trouver une fiancée mieux nantie. Néanmoins, Elisabeth reçoit sa demande en mariage officielle, qu'elle accepte. Ils se marient le 26 août 1902 dans une église luthérienne à Kallstadt. Elle a alors 22 ans. Elisabeth et Frédéric s'installent à New York dans le quartier allemand de Morrisania, dans le Bronx. Elizabeth (son prénom est anglicisé à son arrivée) reste à la maison, tandis que Frédéric travaille comme gestionnaire de restaurants et d'hôtels. Leur premier enfant, une fille baptisée Elizabeth, nait le 20 avril 1904.
Bien que vivant dans un quartier allemand, Elizabeth souffre du mal du pays. La famille retourne à Kallstadt cette même année, après avoir vendu tous leurs biens en Amérique.
Les autorités soupçonnant Frederick d'avoir quitté l'Allemagne pour éviter le service militaire dans l'Armée Impériale, la famille décide de rentrer aux États-unis dès 1905. Elizabeth met au monde un nouvel enfant le 11 octobre 1905, baptisé Frederick "Fred", du nom de son père. Ils résident alors dans la 177e rue, dans le Bronx. Après la naissance de son troisième enfant, John George, le 21 août 1907, la famille déménage dans le quartier de classe moyenne de Queens, où Frederick a commencé à développer des affaires dans l'immobilier. Mais il décède de la grippe espagnole en 1918, laissant Elizabeth seule avec ses trois enfants ainsi qu'une fortune de 31 359 $ (soit 492 016 dollars de 2016).

## Fondation d'Elizabeth Trump & Fils
Elizabeth fait prospérer l'entreprise immobilière. Elle embauche un entrepreneur pour faire bâtir des maisons sur un terrain acheté par son mari, vend les maisons et vit des hypothèques payées par les nouveaux propriétaires.
Elle souhaite que ses enfants poursuivent le développement de l'entreprise familiale. En 1925, Elizabeth fonde la société familiale sous le nom de « Elizabeth Trump & Fils ». Fred n'ayant que 20 ans, il est mineur aux États-Unis, alors sa mère doit signer les documents juridiques au nom de son fils.
Fred souffle ses 22 bougies en 1927 et l'entreprise Elizabeth Trump & Fils est officiellement constituée.  Elizabeth supervise l'entreprise tout au long de sa vie. Même septuagénaire, elle prend la peine d'aller recueillir les pièces de monnaie des laveries automatiques des hôtels de sa société.

## Vie personnelle
Elizabeth fut considérée comme la matriarche de la famille Trump. Elle est décrite comme une femme d'une « détermination extraordinaire », et s'habille de façon très conservatrice et formelle.

## Généalogie
|                           |                           |                           |                           |                           |                           |  |  |                            |                            |                            |                            |                            |                            |  |  |                        |                        |                        |                        |                        |                        |  |  |                             |                             |                             |                             |                             |                             |  |  |                          |                          |                          |                          |                          |                          |  |  | Frederick Trump (1869-1918) | Frederick Trump (1869-1918) | Frederick Trump (1869-1918) | Frederick Trump (1869-1918) | Frederick Trump (1869-1918) | Frederick Trump (1869-1918) |  |  | Elizabeth Christ (1880-1966) | Elizabeth Christ (1880-1966) | Elizabeth Christ (1880-1966) | Elizabeth Christ (1880-1966) | Elizabeth Christ (1880-1966) | Elizabeth Christ (1880-1966) |  |  |                              |                              |                              |                              |                              |                              |  |  |                        |                        |                        |                        |                        |                        |  |  |                             |                             |                             |                             |                             |                             |  |  |                       |                       |                       |                       |                       |                       |  |  |                |                |                     |                     |                     |                     |                     |                     |                     |                     |                          |                          |                          |                          |                          |                          |  |  |            |            |            |            |            |            |
|                           |                           |                           |                           |                           |                           |  |  |                            |                            |                            |                            |                            |                            |  |  |                        |                        |                        |                        |                        |                        |  |  |                             |                             |                             |                             |                             |                             |  |  |                          |                          |                          |                          |                          |                          |  |  | Frederick Trump (1869-1918) | Frederick Trump (1869-1918) | Frederick Trump (1869-1918) | Frederick Trump (1869-1918) | Frederick Trump (1869-1918) | Frederick Trump (1869-1918) |  |  | Elizabeth Christ (1880-1966) | Elizabeth Christ (1880-1966) | Elizabeth Christ (1880-1966) | Elizabeth Christ (1880-1966) | Elizabeth Christ (1880-1966) | Elizabeth Christ (1880-1966) |  |  |                              |                              |                              |                              |                              |                              |  |  |                        |                        |                        |                        |                        |                        |  |  |                             |                             |                             |                             |                             |                             |  |  |                       |                       |                       |                       |                       |                       |  |  |                |                |                     |                     |                     |                     |                     |                     |                     |                     |                          |                          |                          |                          |                          |                          |  |  |            |            |            |            |            |            |
|                           |                           |                           |                           |                           |                           |  |  |                            |                            |                            |                            |                            |                            |  |  |                        |                        |                        |                        |                        |                        |  |  |                             |                             |                             |                             |                             |                             |  |  |                          |                          |                          |                          |                          |                          |  |  |                             |                             |                             |                             |                             |                             |  |  |                              |                              |                              |                              |                              |                              |  |  |                              |                              |                              |                              |                              |                              |  |  |                        |                        |                        |                        |                        |                        |  |  |                             |                             |                             |                             |                             |                             |  |  |                       |                       |                       |                       |                       |                       |  |  |                |                |                     |                     |                     |                     |                     |                     |                     |                     |                          |                          |                          |                          |                          |                          |  |  |            |            |            |            |            |            |
|                           |                           |                           |                           |                           |                           |  |  |                            |                            |                            |                            |                            |                            |  |  |                        |                        |                        |                        |                        |                        |  |  |                             |                             |                             |                             |                             |                             |  |  |                          |                          |                          |                          |                          |                          |  |  |                             |                             |                             |                             |                             |                             |  |  |                              |                              |                              |                              |                              |                              |  |  |                              |                              |                              |                              |                              |                              |  |  |                        |                        |                        |                        |                        |                        |  |  |                             |                             |                             |                             |                             |                             |  |  |                       |                       |                       |                       |                       |                       |  |  |                |                |                     |                     |                     |                     |                     |                     |                     |                     |                          |                          |                          |                          |                          |                          |  |  |            |            |            |            |            |            |
|                           |                           |                           |                           |                           |                           |  |  |                            |                            |                            |                            |                            |                            |  |  |                        |                        |                        |                        |                        |                        |  |  | Henry Trump (1899-1900)     | Henry Trump (1899-1900)     | Henry Trump (1899-1900)     | Henry Trump (1899-1900)     | Henry Trump (1899-1900)     | Henry Trump (1899-1900)     |  |  | William Walter           | William Walter           | William Walter           | William Walter           | William Walter           | William Walter           |  |  | Elizabeth Trump (1904-1961) | Elizabeth Trump (1904-1961) | Elizabeth Trump (1904-1961) | Elizabeth Trump (1904-1961) | Elizabeth Trump (1904-1961) | Elizabeth Trump (1904-1961) |  |  | Fred Trump, Sr. (1905-1999)  | Fred Trump, Sr. (1905-1999)  | Fred Trump, Sr. (1905-1999)  | Fred Trump, Sr. (1905-1999)  | Fred Trump, Sr. (1905-1999)  | Fred Trump, Sr. (1905-1999)  |  |  | Mary MacLeod (1912-2000)     | Mary MacLeod (1912-2000)     | Mary MacLeod (1912-2000)     | Mary MacLeod (1912-2000)     | Mary MacLeod (1912-2000)     | Mary MacLeod (1912-2000)     |  |  | John Trump (1907-1985) | John Trump (1907-1985) | John Trump (1907-1985) | John Trump (1907-1985) | John Trump (1907-1985) | John Trump (1907-1985) |  |  | Elora Sauerbrun (1913-1983) | Elora Sauerbrun (1913-1983) | Elora Sauerbrun (1913-1983) | Elora Sauerbrun (1913-1983) | Elora Sauerbrun (1913-1983) | Elora Sauerbrun (1913-1983) |  |  |                       |                       |                       |                       |                       |                       |  |  |                |                |                     |                     |                     |                     |                     |                     |                     |                     |                          |                          |                          |                          |                          |                          |  |  |            |            |            |            |            |            |
|                           |                           |                           |                           |                           |                           |  |  |                            |                            |                            |                            |                            |                            |  |  |                        |                        |                        |                        |                        |                        |  |  | Henry Trump (1899-1900)     | Henry Trump (1899-1900)     | Henry Trump (1899-1900)     | Henry Trump (1899-1900)     | Henry Trump (1899-1900)     | Henry Trump (1899-1900)     |  |  | William Walter           | William Walter           | William Walter           | William Walter           | William Walter           | William Walter           |  |  | Elizabeth Trump (1904-1961) | Elizabeth Trump (1904-1961) | Elizabeth Trump (1904-1961) | Elizabeth Trump (1904-1961) | Elizabeth Trump (1904-1961) | Elizabeth Trump (1904-1961) |  |  | Fred Trump, Sr. (1905-1999)  | Fred Trump, Sr. (1905-1999)  | Fred Trump, Sr. (1905-1999)  | Fred Trump, Sr. (1905-1999)  | Fred Trump, Sr. (1905-1999)  | Fred Trump, Sr. (1905-1999)  |  |  | Mary MacLeod (1912-2000)     | Mary MacLeod (1912-2000)     | Mary MacLeod (1912-2000)     | Mary MacLeod (1912-2000)     | Mary MacLeod (1912-2000)     | Mary MacLeod (1912-2000)     |  |  | John Trump (1907-1985) | John Trump (1907-1985) | John Trump (1907-1985) | John Trump (1907-1985) | John Trump (1907-1985) | John Trump (1907-1985) |  |  | Elora Sauerbrun (1913-1983) | Elora Sauerbrun (1913-1983) | Elora Sauerbrun (1913-1983) | Elora Sauerbrun (1913-1983) | Elora Sauerbrun (1913-1983) | Elora Sauerbrun (1913-1983) |  |  |                       |                       |                       |                       |                       |                       |  |  |                |                |                     |                     |                     |                     |                     |                     |                     |                     |                          |                          |                          |                          |                          |                          |  |  |            |            |            |            |            |            |
|                           |                           |                           |                           |                           |                           |  |  |                            |                            |                            |                            |                            |                            |  |  |                        |                        |                        |                        |                        |                        |  |  |                             |                             |                             |                             |                             |                             |  |  |                          |                          |                          |                          |                          |                          |  |  |                             |                             |                             |                             |                             |                             |  |  |                              |                              |                              |                              |                              |                              |  |  |                              |                              |                              |                              |                              |                              |  |  |                        |                        |                        |                        |                        |                        |  |  |                             |                             |                             |                             |                             |                             |  |  |                       |                       |                       |                       |                       |                       |  |  |                |                |                     |                     |                     |                     |                     |                     |                     |                     |                          |                          |                          |                          |                          |                          |  |  |            |            |            |            |            |            |
|                           |                           |                           |                           |                           |                           |  |  |                            |                            |                            |                            |                            |                            |  |  |                        |                        |                        |                        |                        |                        |  |  |                             |                             |                             |                             |                             |                             |  |  |                          |                          |                          |                          |                          |                          |  |  |                             |                             |                             |                             |                             |                             |  |  |                              |                              |                              |                              |                              |                              |  |  |                              |                              |                              |                              |                              |                              |  |  |                        |                        |                        |                        |                        |                        |  |  |                             |                             |                             |                             |                             |                             |  |  |                       |                       |                       |                       |                       |                       |  |  |                |                |                     |                     |                     |                     |                     |                     |                     |                     |                          |                          |                          |                          |                          |                          |  |  |            |            |            |            |            |            |
|                           |                           |                           |                           |                           |                           |  |  |                            |                            |                            |                            |                            |                            |  |  |                        |                        |                        |                        |                        |                        |  |  |                             |                             |                             |                             |                             |                             |  |  |                          |                          |                          |                          |                          |                          |  |  |                             |                             |                             |                             |                             |                             |  |  |                              |                              |                              |                              |                              |                              |  |  |                              |                              |                              |                              |                              |                              |  |  |                        |                        |                        |                        |                        |                        |  |  |                             |                             |                             |                             |                             |                             |  |  |                       |                       |                       |                       |                       |                       |  |  |                |                |                     |                     |                     |                     |                     |                     |                     |                     |                          |                          |                          |                          |                          |                          |  |  |            |            |            |            |            |            |
|                           |                           |                           |                           |                           |                           |  |  |                            |                            |                            |                            |                            |                            |  |  |                        |                        |                        |                        |                        |                        |  |  |                             |                             |                             |                             |                             |                             |  |  |                          |                          |                          |                          |                          |                          |  |  |                             |                             |                             |                             |                             |                             |  |  |                              |                              |                              |                              |                              |                              |  |  |                              |                              |                              |                              |                              |                              |  |  |                        |                        |                        |                        |                        |                        |  |  |                             |                             |                             |                             |                             |                             |  |  |                       |                       |                       |                       |                       |                       |  |  |                |                |                     |                     |                     |                     |                     |                     |                     |                     |                          |                          |                          |                          |                          |                          |  |  |            |            |            |            |            |            |
| David Desmond, Sr.        | David Desmond, Sr.        | David Desmond, Sr.        | David Desmond, Sr.        | David Desmond, Sr.        | David Desmond, Sr.        |  |  | Maryanne Trump (1937-2023) | Maryanne Trump (1937-2023) | Maryanne Trump (1937-2023) | Maryanne Trump (1937-2023) | Maryanne Trump (1937-2023) | Maryanne Trump (1937-2023) |  |  | John Barry (????-2000) | John Barry (????-2000) | John Barry (????-2000) | John Barry (????-2000) | John Barry (????-2000) | John Barry (????-2000) |  |  | Fred Trump, Jr. (1938-1981) | Fred Trump, Jr. (1938-1981) | Fred Trump, Jr. (1938-1981) | Fred Trump, Jr. (1938-1981) | Fred Trump, Jr. (1938-1981) | Fred Trump, Jr. (1938-1981) |  |  | Linda Clapp              | Linda Clapp              | Linda Clapp              | Linda Clapp              | Linda Clapp              | Linda Clapp              |  |  | James Grau                  | James Grau                  | James Grau                  | James Grau                  | James Grau                  | James Grau                  |  |  | Elizabeth Trump (1942)       | Elizabeth Trump (1942)       | Elizabeth Trump (1942)       | Elizabeth Trump (1942)       | Elizabeth Trump (1942)       | Elizabeth Trump (1942)       |  |  | Ivana Zelníčková (1949-2022) | Ivana Zelníčková (1949-2022) | Ivana Zelníčková (1949-2022) | Ivana Zelníčková (1949-2022) | Ivana Zelníčková (1949-2022) | Ivana Zelníčková (1949-2022) |  |  | Donald Trump (1946)    | Donald Trump (1946)    | Donald Trump (1946)    | Donald Trump (1946)    | Donald Trump (1946)    | Donald Trump (1946)    |  |  | Marla Maples (1963)         | Marla Maples (1963)         | Marla Maples (1963)         | Marla Maples (1963)         | Marla Maples (1963)         | Marla Maples (1963)         |  |  | Melania Knauss (1970) | Melania Knauss (1970) | Melania Knauss (1970) | Melania Knauss (1970) | Melania Knauss (1970) | Melania Knauss (1970) |  |  |                |                | Blaine Beard (1957) | Blaine Beard (1957) | Blaine Beard (1957) | Blaine Beard (1957) | Blaine Beard (1957) | Blaine Beard (1957) |                     |                     | Robert Trump (1948-2020) | Robert Trump (1948-2020) | Robert Trump (1948-2020) | Robert Trump (1948-2020) | Robert Trump (1948-2020) | Robert Trump (1948-2020) |  |  | Ann Pallan | Ann Pallan | Ann Pallan | Ann Pallan | Ann Pallan | Ann Pallan |
| David Desmond, Sr.        | David Desmond, Sr.        | David Desmond, Sr.        | David Desmond, Sr.        | David Desmond, Sr.        | David Desmond, Sr.        |  |  | Maryanne Trump (1937-2023) | Maryanne Trump (1937-2023) | Maryanne Trump (1937-2023) | Maryanne Trump (1937-2023) | Maryanne Trump (1937-2023) | Maryanne Trump (1937-2023) |  |  | John Barry (????-2000) | John Barry (????-2000) | John Barry (????-2000) | John Barry (????-2000) | John Barry (????-2000) | John Barry (????-2000) |  |  | Fred Trump, Jr. (1938-1981) | Fred Trump, Jr. (1938-1981) | Fred Trump, Jr. (1938-1981) | Fred Trump, Jr. (1938-1981) | Fred Trump, Jr. (1938-1981) | Fred Trump, Jr. (1938-1981) |  |  | Linda Clapp              | Linda Clapp              | Linda Clapp              | Linda Clapp              | Linda Clapp              | Linda Clapp              |  |  | James Grau                  | James Grau                  | James Grau                  | James Grau                  | James Grau                  | James Grau                  |  |  | Elizabeth Trump (1942)       | Elizabeth Trump (1942)       | Elizabeth Trump (1942)       | Elizabeth Trump (1942)       | Elizabeth Trump (1942)       | Elizabeth Trump (1942)       |  |  |                              | Ivana Zelníčková (1949-2022) | Ivana Zelníčková (1949-2022) | Ivana Zelníčková (1949-2022) | Ivana Zelníčková (1949-2022) | Ivana Zelníčková (1949-2022) |  |  | Donald Trump (1946)    | Donald Trump (1946)    | Donald Trump (1946)    | Donald Trump (1946)    | Donald Trump (1946)    | Donald Trump (1946)    |  |  | Marla Maples (1963)         | Marla Maples (1963)         | Marla Maples (1963)         | Marla Maples (1963)         | Marla Maples (1963)         | Marla Maples (1963)         |  |  | Melania Knauss (1970) | Melania Knauss (1970) | Melania Knauss (1970) | Melania Knauss (1970) | Melania Knauss (1970) | Melania Knauss (1970) |  |  |                |                | Blaine Beard (1957) | Blaine Beard (1957) | Blaine Beard (1957) | Blaine Beard (1957) | Blaine Beard (1957) | Blaine Beard (1957) |                     |                     | Robert Trump (1948-2020) | Robert Trump (1948-2020) | Robert Trump (1948-2020) | Robert Trump (1948-2020) | Robert Trump (1948-2020) | Robert Trump (1948-2020) |  |  | Ann Pallan | Ann Pallan | Ann Pallan | Ann Pallan | Ann Pallan | Ann Pallan |
|                           |                           |                           |                           |                           |                           |  |  |                            |                            |                            |                            |                            |                            |  |  |                        |                        |                        |                        |                        |                        |  |  |                             |                             |                             |                             |                             |                             |  |  |                          |                          |                          |                          |                          |                          |  |  |                             |                             |                             |                             |                             |                             |  |  |                              |                              |                              |                              |                              |                              |  |  |                              |                              |                              |                              |                              |                              |  |  |                        |                        |                        |                        |                        |                        |  |  |                             |                             |                             |                             |                             |                             |  |  |                       |                       |                       |                       |                       |                       |  |  |                |                |                     |                     |                     |                     |                     |                     |                     |                     |                          |                          |                          |                          |                          |                          |  |  |            |            |            |            |            |            |
|                           |                           |                           |                           |                           |                           |  |  |                            |                            |                            |                            |                            |                            |  |  |                        |                        |                        |                        |                        |                        |  |  |                             |                             |                             |                             |                             |                             |  |  |                          |                          |                          |                          |                          |                          |  |  |                             |                             |                             |                             |                             |                             |  |  |                              |                              |                              |                              |                              |                              |  |  |                              |                              |                              |                              |                              |                              |  |  |                        |                        |                        |                        |                        |                        |  |  |                             |                             |                             |                             |                             |                             |  |  |                       |                       |                       |                       |                       |                       |  |  |                |                |                     |                     |                     |                     |                     |                     |                     |                     |                          |                          |                          |                          |                          |                          |  |  |            |            |            |            |            |            |
| David Desmond, Jr. (1960) | David Desmond, Jr. (1960) | David Desmond, Jr. (1960) | David Desmond, Jr. (1960) | David Desmond, Jr. (1960) | David Desmond, Jr. (1960) |  |  | Fritz Trump (1963)         | Fritz Trump (1963)         | Fritz Trump (1963)         | Fritz Trump (1963)         | Fritz Trump (1963)         | Fritz Trump (1963)         |  |  | Lisa Lorant            | Lisa Lorant            | Lisa Lorant            | Lisa Lorant            | Lisa Lorant            | Lisa Lorant            |  |  | Mary Trump (1965)           | Mary Trump (1965)           | Mary Trump (1965)           | Mary Trump (1965)           | Mary Trump (1965)           | Mary Trump (1965)           |  |  | Donald Trump, Jr. (1977) | Donald Trump, Jr. (1977) | Donald Trump, Jr. (1977) | Donald Trump, Jr. (1977) | Donald Trump, Jr. (1977) | Donald Trump, Jr. (1977) |  |  | Vanessa Haydon (1977)       | Vanessa Haydon (1977)       | Vanessa Haydon (1977)       | Vanessa Haydon (1977)       | Vanessa Haydon (1977)       | Vanessa Haydon (1977)       |  |  | Jared Kushner (1981)         | Jared Kushner (1981)         | Jared Kushner (1981)         | Jared Kushner (1981)         | Jared Kushner (1981)         | Jared Kushner (1981)         |  |  | Ivanka Trump (1981)          | Ivanka Trump (1981)          | Ivanka Trump (1981)          | Ivanka Trump (1981)          | Ivanka Trump (1981)          | Ivanka Trump (1981)          |  |  | Eric Trump (1984)      | Eric Trump (1984)      | Eric Trump (1984)      | Eric Trump (1984)      | Eric Trump (1984)      | Eric Trump (1984)      |  |  | Lara Yunaska (1982)         | Lara Yunaska (1982)         | Lara Yunaska (1982)         | Lara Yunaska (1982)         | Lara Yunaska (1982)         | Lara Yunaska (1982)         |  |  | Tiffany Trump (1993)  | Tiffany Trump (1993)  | Tiffany Trump (1993)  | Tiffany Trump (1993)  | Tiffany Trump (1993)  | Tiffany Trump (1993)  |  |  | Michael Boulos | Michael Boulos | Michael Boulos      | Michael Boulos      | Michael Boulos      | Michael Boulos      |                     |                     | Barron Trump (2006) | Barron Trump (2006) | Barron Trump (2006)      | Barron Trump (2006)      | Barron Trump (2006)      | Barron Trump (2006)      |                          |                          |  |  |            |            |            |            |            |            |
| David Desmond, Jr. (1960) | David Desmond, Jr. (1960) | David Desmond, Jr. (1960) | David Desmond, Jr. (1960) | David Desmond, Jr. (1960) | David Desmond, Jr. (1960) |  |  | Fritz Trump (1963)         | Fritz Trump (1963)         | Fritz Trump (1963)         | Fritz Trump (1963)         | Fritz Trump (1963)         | Fritz Trump (1963)         |  |  | Lisa Lorant            | Lisa Lorant            | Lisa Lorant            | Lisa Lorant            | Lisa Lorant            | Lisa Lorant            |  |  | Mary Trump (1965)           | Mary Trump (1965)           | Mary Trump (1965)           | Mary Trump (1965)           | Mary Trump (1965)           | Mary Trump (1965)           |  |  | Donald Trump, Jr. (1977) | Donald Trump, Jr. (1977) | Donald Trump, Jr. (1977) | Donald Trump, Jr. (1977) | Donald Trump, Jr. (1977) | Donald Trump, Jr. (1977) |  |  | Vanessa Haydon (1977)       | Vanessa Haydon (1977)       | Vanessa Haydon (1977)       | Vanessa Haydon (1977)       | Vanessa Haydon (1977)       | Vanessa Haydon (1977)       |  |  | Jared Kushner (1981)         | Jared Kushner (1981)         | Jared Kushner (1981)         | Jared Kushner (1981)         | Jared Kushner (1981)         | Jared Kushner (1981)         |  |  | Ivanka Trump (1981)          | Ivanka Trump (1981)          | Ivanka Trump (1981)          | Ivanka Trump (1981)          | Ivanka Trump (1981)          | Ivanka Trump (1981)          |  |  | Eric Trump (1984)      | Eric Trump (1984)      | Eric Trump (1984)      | Eric Trump (1984)      | Eric Trump (1984)      | Eric Trump (1984)      |  |  | Lara Yunaska (1982)         | Lara Yunaska (1982)         | Lara Yunaska (1982)         | Lara Yunaska (1982)         | Lara Yunaska (1982)         | Lara Yunaska (1982)         |  |  | Tiffany Trump (1993)  | Tiffany Trump (1993)  | Tiffany Trump (1993)  | Tiffany Trump (1993)  | Tiffany Trump (1993)  | Tiffany Trump (1993)  |  |  | Michael Boulos | Michael Boulos | Michael Boulos      | Michael Boulos      | Michael Boulos      | Michael Boulos      |                     |                     | Barron Trump (2006) | Barron Trump (2006) | Barron Trump (2006)      | Barron Trump (2006)      | Barron Trump (2006)      | Barron Trump (2006)      |                          |                          |  |  |            |            |            |            |            |            |